# Crassula saginoides
Crassula saginoides là một loài thực vật có hoa trong họ Crassulaceae. Loài này được (Maxim.) M.Bywater & Wickens miêu tả khoa học đầu tiên năm 1984.